# Eleição municipal de Parintins em 2020
A eleição municipal de Parintins em 2020 ocorreu no dia 15 de novembro, em turno único, com o objetivo de eleger um prefeito, um vice-prefeito e 13 vereadores responsáveis pela administração da cidade para o mandato que se iniciou em 1° de janeiro de 2021 e com término em 31 de dezembro de 2024. O processo eleitoral de 2020 foi marcado pela sucessão para o cargo ocupado pelo prefeito Bi Garcia, do DEM, eleito em 2016 pelo PSDB.
Originalmente, as eleições ocorreriam em 4 de outubro (primeiro turno) e 25 de outubro (segundo turno, caso necessário). Porém, com o agravamento da pandemia de COVID-19 no Brasil, as datas foram modificadas.
Em 15 de novembro de 2020, o atual prefeito Bi Garcia (DEM) foi reeleito em primeiro turno com 65,65% dos votos válidos.

## Contexto político e pandemia
As eleições municipais de 2020 estão sendo marcadas, antes mesmo de iniciada a campanha oficial, pela pandemia do coronavírus SARS-CoV-2 (causador da COVID-19), o que está fazendo com que os partidos remodelem suas metodologias de pré-campanha. O Tribunal Superior Eleitoral (TSE) autorizou os partidos a realizarem as convenções para escolha de candidatos aos escrutínios por meio de plataformas digitais de transmissão, para evitar aglomerações que possam proliferar o vírus. Alguns partidos recorreram a mídias digitais para lançar suas pré-candidaturas. Além disso, a partir deste pleito, será colocada em prática a Emenda Constitucional 97/2017, que proíbe a celebração de coligações partidárias para as eleições legislativas, o que pode gerar um inchaço de candidatos ao legislativo. Conforme reportagem publicada pelo jornal Brasil de Fato em 11 de fevereiro de 2020, o país poderá ultrapassar a marca de 1 milhão de candidatos a prefeito, vice-prefeito e vereador neste escrutínio, o que não seria necessariamente bom, na opinião do professor Carlos Machado, da UnB (Universidade de Brasília): “Temos o hábito de criticar de forma intensa a coligação partidária, sem parar para refletir sobre os elementos positivos dela. O número de candidatos que um partido pode apresentar numa eleição, varia se ele estiver dentro de uma coligação, porque quando os partidos participam de uma coligação, eles são considerados como um único partido", afirmou Machado na reportagem.

## Candidatos
| Candidato(a) a prefeito(a) | Candidato(a) a prefeito(a) | Candidato(a) a vice-prefeito(a) | Número | Coligação | Fontes |
| -------------------------- | -------------------------- | ------------------------------- | ------ | --- | ------ |
|                            | Bi Garcia DEM              | Tony Medeiros DEM               | 25     | Avança Parintins DEM, PSD, PSL, PMN, PP, PROS, Avante, PRTB, Republicanos, PL, PODE, Solidariedade, PSDB, PDT, MDB e PCdoB | [ 4 ]  |
|                            | Douglas Batista PV         | Raimundo Rocha PV               | 43     | Sem Coligação | [ 5 ]  |
|                            | Juscelino Manso PSB        | Nega Alencar PSC                | 40     | União Para Mudar Parintins PSB, PSC, PT, PTB, Patriota e PTC                                                               | [ 6 ]  |

## Resultados

### Prefeitura
| Candidato(a)           | Candidato(a)           | Vice                   | 1º turno 15 de novembro de 2020 | 1º turno 15 de novembro de 2020 |
| Candidato(a)           | Candidato(a)           | Vice                   | Total                           | Porcentagem                     |
| ---------------------- | ---------------------- | ---------------------- | ------------------------------- | ------------------------------- |
|                        | Bi Garcia (DEM)        | Tony Medeiros (DEM)    | 32.778                          | 65,65%                          |
|                        | Juscelino Manso (PSB)  | Nêga Alencar (PSC)     | 16.262                          | 32,57%                          |
|                        | Douglas Batista (PV)   | Raimundo Rocha (PV)    | 889                             | 1,78%                           |
| Total de votos válidos | Total de votos válidos | Total de votos válidos | 49.929                          | 95,65%                          |
| → Votos em branco      | → Votos em branco      | → Votos em branco      | 677                             | 1,30%                           |
| → Votos nulos          | → Votos nulos          | → Votos nulos          | 1.596                           | 3,06%                           |
| Total de votos         | Total de votos         | Total de votos         | 52.202                          | 75,02%                          |
| Abstenções             | Abstenções             | Abstenções             | 17.381                          | 24,98%                          |
| Total de inscritos     | Total de inscritos     | Total de inscritos     | 69.583                          | 100%                            |